# 蚌埠公交102路
蚌埠公交102路是中国安徽省蚌埠市的一条公交线路，由大庆路首末站开往百大宝龙店，是蚌埠公交公司成立后开行的第二条公交线路。由蚌埠市公共交通集团有限公司运营、管理。

## 历史

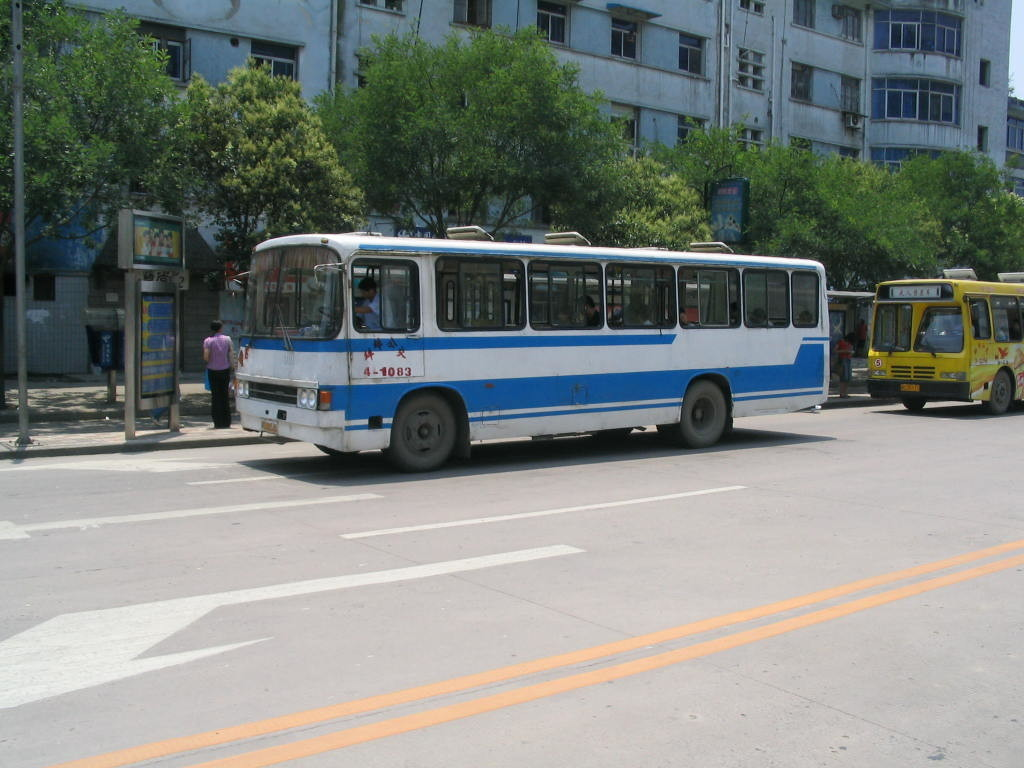
1980-2005年2路使用的长江牌6921型客车
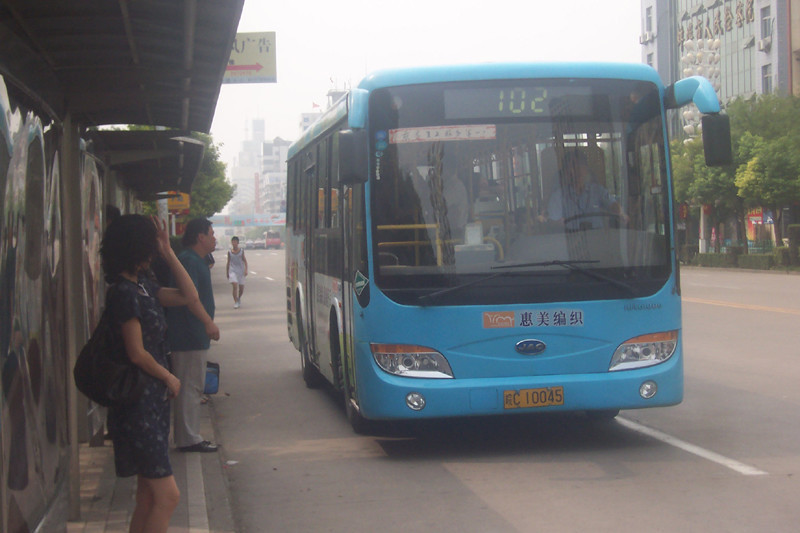
2005-2011年102路使用的江淮客车
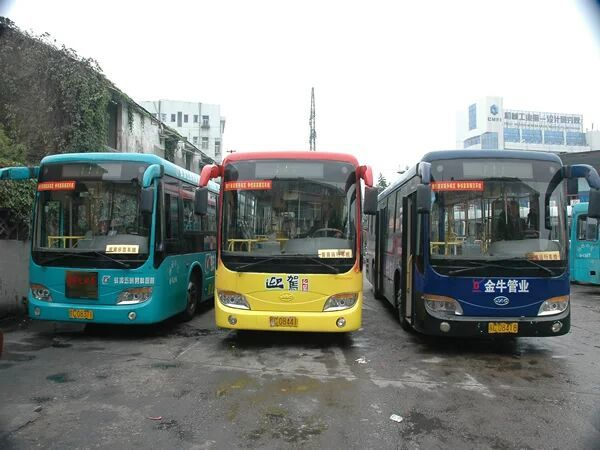
2009年拍摄的102路“苗苗模范车组”
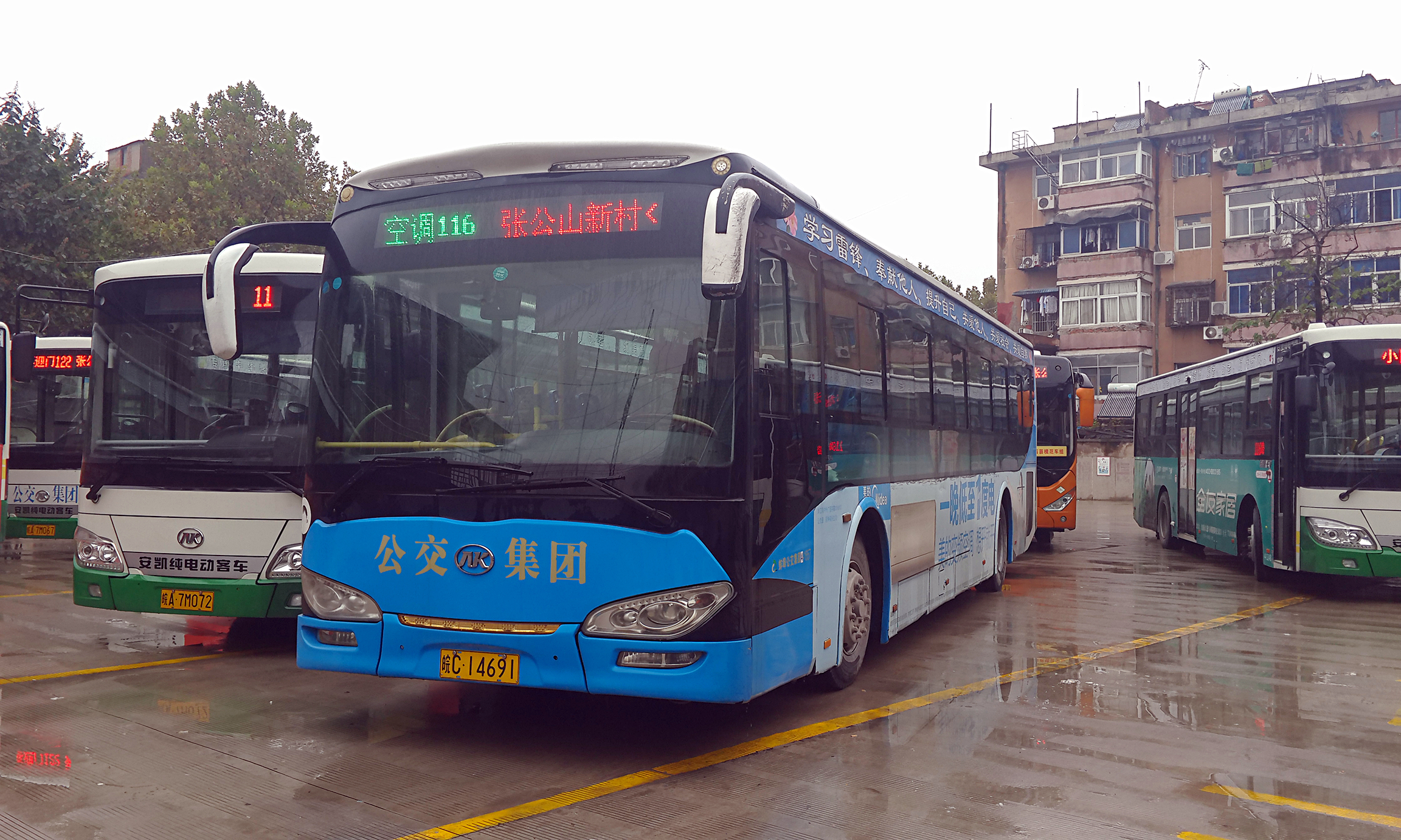
2011年102路使用的安凯天然气空调车
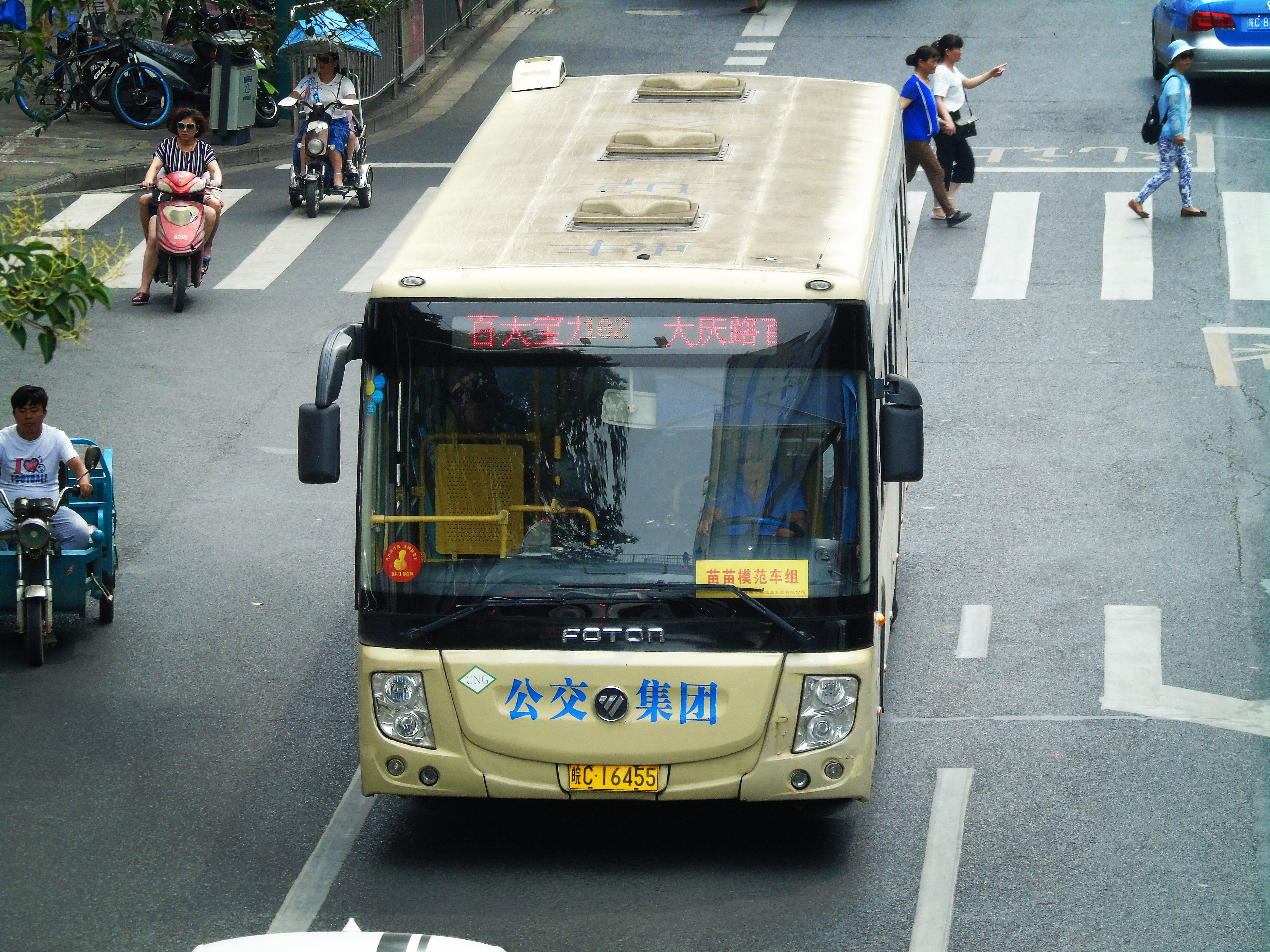
2013年102路使用的福田BJ6123天然气客车
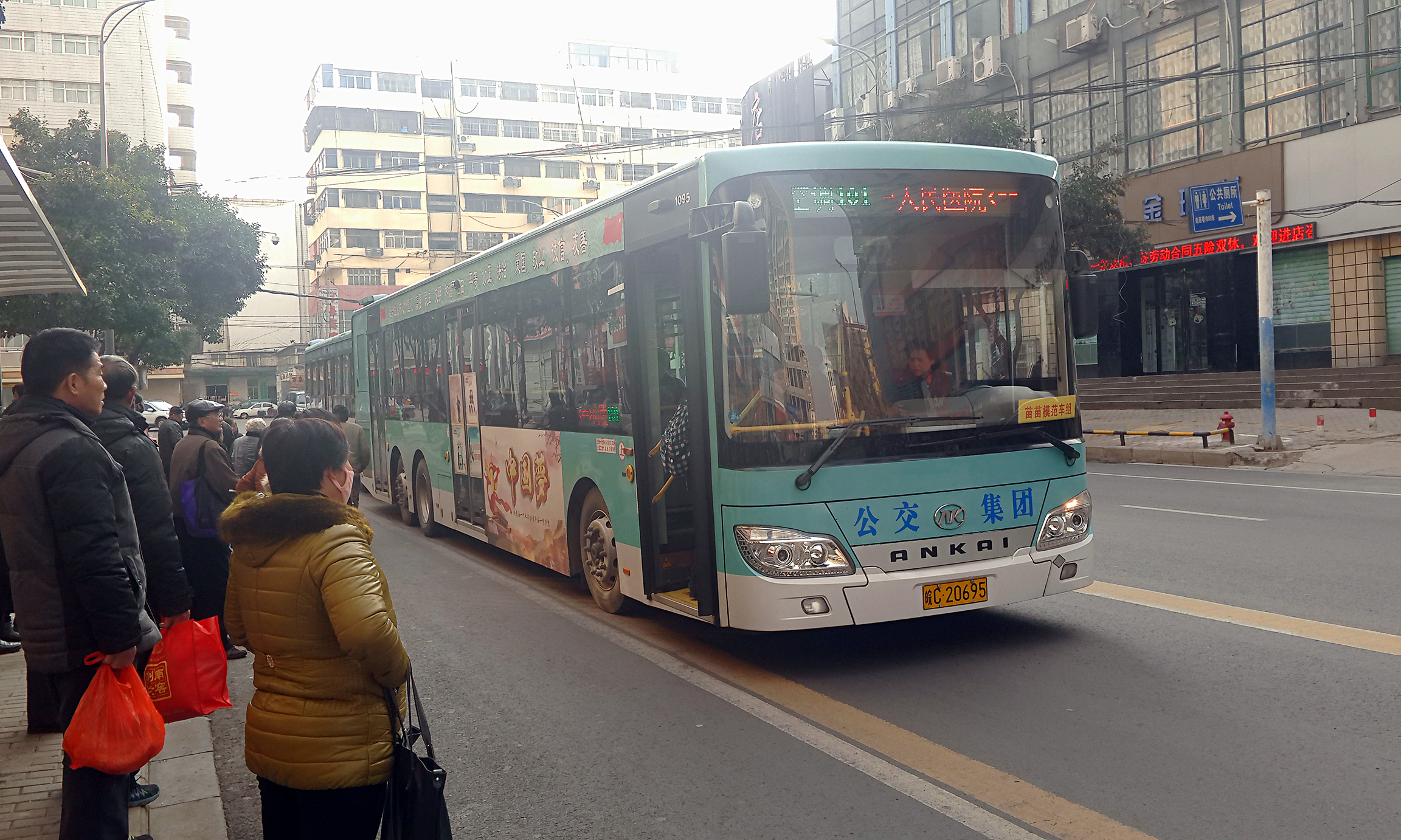
2014年102路使用的安凯14米天然气空调车
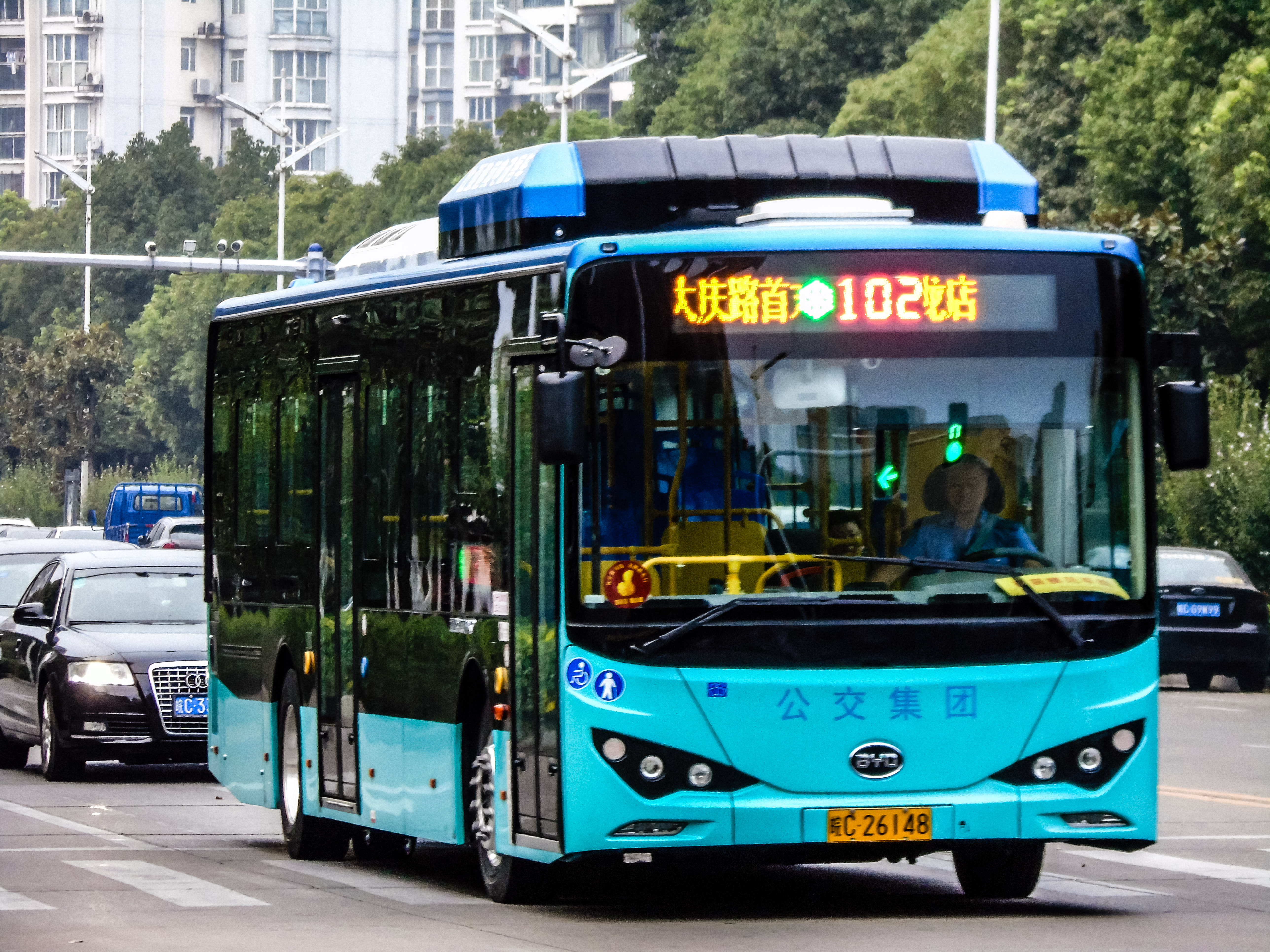
2017年蚌埠公交为102路新购置的比亚迪K9FE型纯电动客车

- 1957年，蚌埠公交公司成立之初为沟通东区和西区的联系开通了蚌埠市第二条公交线路，是现102路的前身。
- 1960年，蚌埠公交公司将该条公交线路命名为2路，并将终点站延长至西大庆。
- 1980年，蚌埠公交公司购置长江牌6151型铰接客车，投入2路使用，并加大2路的运力。
- 2001年，蚌埠公交公司对2路实行无人售票制。
- 2005年，蚌埠公交公司施行公交改革，2路变更为102路，新购置的江淮HFC6100G型投入102路，仅在2路使用1年的长江客车下放至其他线路。[4][5]
- 2009年3月，为配合市政部门对淮河路进行道路白改黑施工，102路双向改为经由胜利中路通行，不再经过淮河路。[6]
- 2011年9月，蚌埠公交集团购置的首批空调车安凯HFF6124GZ-4型天然气客车投入102路。[7]
- 2012年，蚌埠公交集团购置福田BJ6123C7BCD-1型天然气普通车投放102路，江淮客车报废。[8]
- 2014年，蚌埠公交集团购置安凯HFF6140G06CE5型14米三轴天然气空调车投入102路，HFF6124GZ-4型下放。[9][10]
- 2015年6月1日，蚌埠公交102路车调整夜班线路走向，由原先从朝阳路通行，改为从纬四路通行。[11]
- 2017年7月，蚌埠公交集团购置500台比亚迪纯电动客车，其中四十余台比亚迪K9FE型已投入102路。[12][13][14]

## 站点

### 途经站
- 往百大宝龙店 ： 大庆路首末站 - 中粮大道·大庆三路 - 十二中 - 涂山路·长青北路 - 涂山路·友谊路 - 涂山路·吴湾路 - 金域名城 - 禹会区政府·显臣中医骨科 - 第一人民医院门诊部 - 纬四路·红旗一路 - 纬四路·前进路 - 朝阳路桥 - 一中 - 太平街 - 百货大楼 - 南山宾馆 - 第三人民医院 - 津浦大塘南 - 延安路·体育路 - 中信银行 - 会展中心 - 浦发银行 - 中国银行 - 百大宝龙店
- 往大庆路首末站 ： 百大宝龙店 - 中信银行 - 延安路·体育路 - 津浦大塘东南 - 中荣街 - 百货大楼 - 妇幼保健院 - 中平街 - 一中 - 四中 - 纬四路·前进路 - 纬四路·红旗一路 - 第一人民医院门诊部 - 禹会区政府·显臣中医骨科 - 金域名城 - 涂山路·吴湾路 - 涂山路·友谊路 - 涂山路·长青北路 - 十二中 - 中粮大道·大庆三路 - 大庆路首末站[15]

## 票价
- 未持卡乘客普通车投币1元，空调车投币2元。
- 持普通电子钱包卡普通车0.9元/次，空调车1.8元/次。
- 持学生月票卡普通车0.18元/次，成人卡0.36元/次，空调车加1元。
- 持老人卡、拥军卡、爱心卡的乘客免费乘车。[16]